# المقشاب (بكيل المير)

تعديل مصدري - تعديل

المقشاب هي إحدى قرى عزلة عزمان بمديرية بكيل المير التابعة لمحافظة حجة، بلغ تعداد سكانها 197 نسمة حسب تعداد اليمن لعام 2004.